# Dichaetomyia fumaria
Dichaetomyia fumaria este o specie de muște din genul Dichaetomyia, familia Muscidae. A fost descrisă pentru prima dată de Stein în anul 1906. Conform Catalogue of Life specia Dichaetomyia fumaria nu are subspecii cunoscute.